# Jacksonago
Jacksonago là một chi thực vật có hoa trong họ Đậu.